# Seattle SuperSonics 1987-1988
La stagione 1987-88 dei Seattle SuperSonics fu la 21ª nella NBA per la franchigia.
I Seattle SuperSonics arrivarono terzi nella Pacific Division della Western Conference con un record di 44-38. Nei play-off persero al primo turno con i Denver Nuggets (3-2).

## Roster
| N° | Naz.                   | Ruolo | Sportivo        | Anno | Alt. | Peso |
| -- | ---------------------- | ----- | --------------- | ---- | ---- | ---- |
| 3  | Stati Uniti (bandiera) | GA    | Dale Ellis      | 1960 | 201  | 93   |
| 4  | Stati Uniti (bandiera) | G     | Sedale Threatt  | 1961 | 188  | 79   |
| 10 | Stati Uniti (bandiera) | GA    | Nate McMillan   | 1964 | 196  | 88   |
| 11 | Stati Uniti (bandiera) | G     | Sam Vincent     | 1963 | 188  | 84   |
| 22 | Stati Uniti (bandiera) | G     | Danny Young     | 1962 | 191  | 79   |
| 23 | Haiti (bandiera)       | AC    | Olden Polynice  | 1964 | 211  | 100  |
| 24 | Stati Uniti (bandiera) | AC    | Tom Chambers    | 1959 | 208  | 100  |
| 30 | Stati Uniti (bandiera) | G     | Kevin Williams  | 1961 | 188  | 79   |
| 31 | Stati Uniti (bandiera) | AC    | Derrick McKey   | 1966 | 206  | 93   |
| 34 | Stati Uniti (bandiera) | A     | Xavier McDaniel | 1963 | 201  | 93   |
| 40 | Stati Uniti (bandiera) | AC    | Russ Schoene    | 1960 | 208  | 95   |
| 45 | Stati Uniti (bandiera) | AC    | Clemon Johnson  | 1956 | 208  | 109  |
| 53 | Stati Uniti (bandiera) | C     | Alton Lister    | 1958 | 213  | 109  |

## Staff tecnico
- Allenatore: Bernie Bickerstaff
- Vice-allenatori: Bob Kloppenburg, Tom Newell